# Nervio subescapular inferior
El nervio subescapular inferior es un nervio que  que entrega inervación al músculo subescapular, con una rama al redondo mayor.
Este nervio es una rama del fascículo posterior del plexo braquial, con fibras derivadas de las raíces cervicales quinta y sexta. Desciende por anterior al músculo subescapular, y lo penetra en su porción media. Se distribuye en los fascículos medio e inferior de ese músculo.

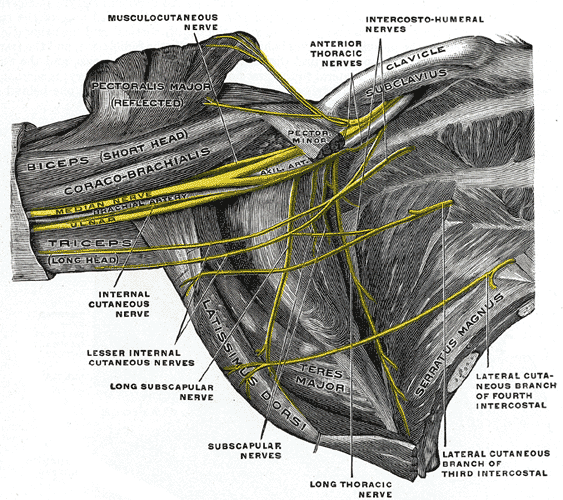
Plexo braquial derecho en la fosa axilar, visto desde abajo y el frente. Nn. subescapulares rotulados al centro y a la izquierda.